# Miraleria sylvella
Miraleria sylvella är en fjärilsart som beskrevs av William Chapman Hewitson 1868. Miraleria sylvella ingår i släktet Miraleria och familjen praktfjärilar. Inga underarter finns listade i Catalogue of Life.